# Friedrich Leopold al Prusiei
Joachim Karl Wilhelm Friedrich Leopold Prinz von Preußen (14 noiembrie 1865 – 13 septembrie 1931) a fost fiul Prințului Friedrich Karl al Prusiei și al Prințesei Maria Anna de Anhalt-Dessau. A fost nepotul regelui Frederic Wilhelm al III-lea al Prusiei.

## Căsătorie și copii
La 24 iunie 1889, Friedrich s-a căsătorit cu Prințesa Louise Sophie de Schleswig-Holstein-Sonderburg-Augustenburg. Ea era al șaselea copil al lui Frederic al VIII-lea, Duce de Schleswig-Holstein și a soției acestuia, Prințesa Adelheid de Hohenlohe-Langenburg.
Nunta a avut loc la Palatul Charlottenburg din Berlin. Au participat multe figuri regale important, printre care cumnatul Louisei, împăratul Wilhelm și regele George I al Greciei. Friedrich și Louise au avut patru copii:
| Name                                   | Birth | Death | Notes |
| -------------------------------------- | ----- | ----- | --- |
| Prințesa Victoria Margaret a Prusiei   | 1890  | 1923  | căsătorită cu Heinrich al XXXIII-lea de Reuss-Köstritz; a avut copii                                          |
| Prințul Friedrich Sigismund al Prusiei | 1891  | 1927  | căsătorit cu Prințesa Marie Louise de Schaumburg-Lippe, o fiică a Prințesei Louise a Danemarcei; a avut copii |
| Prințul Friedrich Karl al Prusiei      | 1893  | 1917  | a murit în Primul Război Mondial                                                                              |
| Prințul Friedrich Leopold al Prusiei   | 1895  | 1959  | |